# У трагању за ишчезлим временом
„У трагању за ишчезлим временом“ (фр. À la recherche du temps perdu), такође познат и под преводима „У трагању за изгубљеним временом“ и „У трагању за минулим временом“, роман је француског књижевника Марсела Пруста у седам томова, који је излазио у периоду од 1913. до 1927. Роман се састоји из седам делова: „У Свановом крају“, „У сени девојака у цвету“, „Око Германтових“, „Содома и Гомора“, „Заточеница“ , „Нестала Албертина“ и „Нађено време“. Пруст је на њему радио последњих четрнаест година свога живота, потпуно издвојен од спољашњег света. Ово књижевно остварење, сачињено од приближно 9.609.000 словних карактера, Гинисова књига рекорда сматра најдужим романом светске књижевности.
Жанровски се одређује као роман о уметнику. У њему главни јунак Марсел, анализирајући своја сећања, реконструише сопствени живот и начин на који је постао писац. У роману се приказује широка панорама париског друштва на почетку двадесетог века, тематизује проток и природа времена, проблем сећања и памћења, љубав (хетеросексуална и хомосексуална), неспознатљивост стварности, потрага за смислом живота, као и и трансцендентна природа уметности. Поједини делови романа су аутобиографски.
Иако је врло брзо након изласка „У трагању за изгубљеним временом“ стекло статус ремек-дела, Пруст је својевремено имао великих проблема да пронађе издавача вољног да изда први том. Данас се сматра једним од најбољих романа 20. века и као књига која је имала прекретничку улогу у историји књижевности, утичући на многе потоње писце. Други том „У сени девојака у цвету“ награђен је Гонкуровом наградом. Роман се 1999. нашао на другом месту Мондове листе најбољих књижевних дела светске књижевности 20. века. На српском језику има неколико делимичних и потпуних превода овог дела, укључујући и награђивани превод Живојина Живојновића.